# Masato Morishige
Masato Morishige (森重 真人?, Morishige Masato; Hiroshima, 21 maggio 1987) è un calciatore giapponese, difensore dell'FC Tokyo, di cui è capitano.

## Biografia
Nasce a Hiroshima, più precisamente ad Asakita-ku ed è il secondo di tre figli.

## Caratteristiche tecniche
Può essere sia un difensore centrale, sia un mediano. Ha una buona marcatura e, nonostante il ruolo arretrato, è abile anche in fase realizzativa, il suo piede forte è il destro con il quale calcia dalla media distanza, ma in particolare una delle specialità di Morishige è il colpo di testa, varie volte segna quando la palla gli viene concessa tramite il calcio d'angolo. Inoltre, diverse volte ha dimostrato di essere un rigorista affidabile.

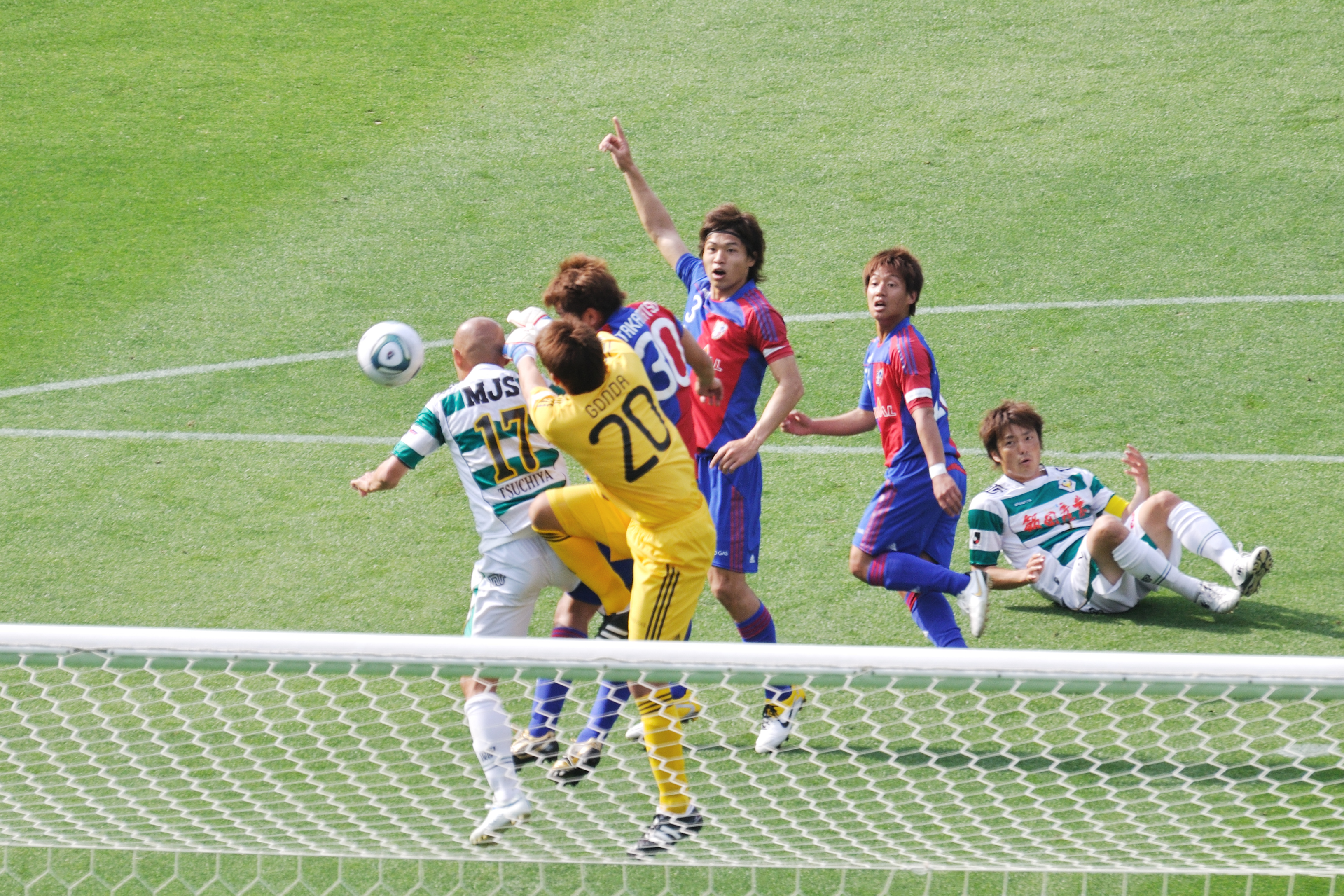
Masato Morishige in azione contro i rivali del Tokyo Verdy

## Carriera

### Club

#### Inizi
Inizia a giocare a calcio all'età di 8 anni, quando frequentava il terzo anno delle scuole elementari. Aveva i capelli lunghi fino alle spalle e veniva chiamato per la sua acconciatura "Misasa Ron". Successivamente si unisce al Sanfrecce Youth e dopo ancora, era un ragazzo di scuola media, entra nel viviaio del Sanfrecce Hiroshima, squadra della sua città natale, dove ha conosciuto Tomoaki Makino. Gioca per il club dai colori viola fino al 2005, dopodiché riceve l'invito da parte di Tomohiro Nosaka per giocare all'Oita Trinita.

#### Oita Trinita
Il primo gennaio 2006 firma per l'Oita Trinita, squadra che in quell'anno militava nella J1 League. Resta in rosa per tre anni. Con il club dell'isola di Kyūshū colleziona in totale 73 presenze e 5 gol per quanto concerne le partite di campionato.

#### FC Tokyo
Nel 2010 firma per l'FC Tokyo. Fa il suo debutto il 6 marzo 2010 nella vittoria per 1-0 contro gli Yokohama F·Marinos (grazie alla rete di Sōta Hirayama). All'FC Tokyo si afferma come giocatore titolare fisso finendo per essere inserito nella lista dei migliori 11 della J1 League. Diventa un punto di riferimento a tal punto che dalla stagione 2013 indossa la fascia da capitano. Ad agosto 2012 riceve un'offerta dalla Sampdoria
, squadra italiana dove avrebbe potuto sfidare il suo ex compagno di squadra, Yūto Nagatomo, che gioca all'Inter. Il 1º maggio 2010 fa il suo primo gol con la maglia della squadra della capitale contro la sua ex squadra, il Sanfrecce Hiroshima. Gioca ancora adesso all'FC Tokyo.

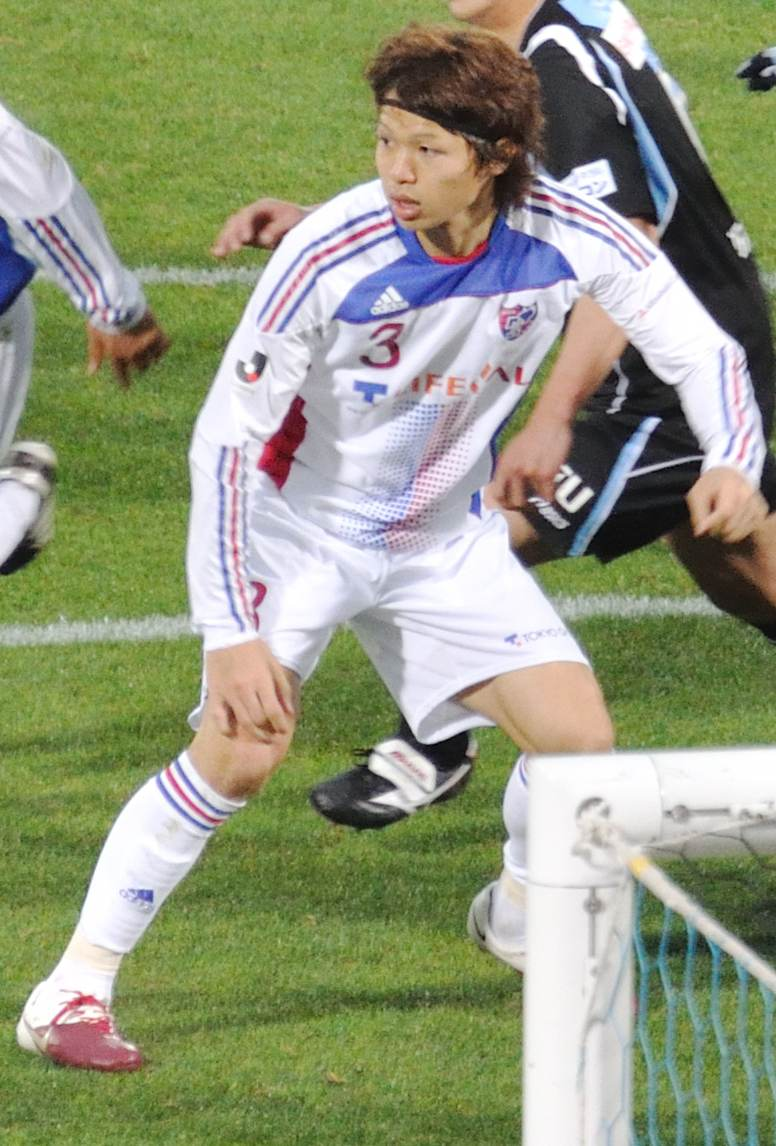
Masato Morishige in area avversaria con la maglia del F.C. Tokyo

### Nazionale
Ha fatto parte della selezione nipponica che ha preso parte ai Giochi Olimpici di Pechino nel 2008. Esordisce in nazionale il 21 luglio 2013, nel pareggio per 3-3 contro la Cina. Realizza il suo primo gol con la maglia del Giappone contro la Nuova Zelanda (vincendo per 4-2) segnando di testa. Ha partecipato anche ai Mondiali brasiliani nel 2014, giocando solo la partita d'esordio dei Samurai Blue contro la Costa d'Avorio (persa in rimonta per 1-2). Viene convocato per la Coppa d'Asia 2015, dove viene eliminato ai calci di rigore nella partita valida per l'accesso alle semifinali contro gli Emirati Arabi Uniti: è stato uno dei rigoristi ad aver messo a segno il proprio penalty. A settembre 2015, assistito da Keisuke Honda, realizza il suo secondo gol in nazionale contro l'Afghanistan nella schiacciante vittoria per 6-0.

## Statistiche

### Presenze e reti nei club
Statistiche aggiornate all'8 dicembre 2024.
| Stagione            | Squadra             | Campionato          | Campionato | Campionato | Coppe nazionali | Coppe nazionali | Coppe nazionali | Coppe continentali | Coppe continentali | Coppe continentali | Altre coppe | Altre coppe | Altre coppe | Totale | Totale |
| Stagione            | Squadra             | Comp                | Pres       | Reti       | Comp            | Pres            | Reti            | Comp               | Pres               | Reti               | Comp        | Pres        | Reti        | Pres   | Reti   |
| ------------------- | ------------------- | ------------------- | ---------- | ---------- | --------------- | --------------- | --------------- | ------------------ | ------------------ | ------------------ | ----------- | ----------- | ----------- | ------ | ------ |
| 2006                | Oita Trinita        | J1                  | 2          | 0          | CG+CdL          | 0               | 0               | -                  | -                  | -                  | -           | -           | -           | 2      | 0      |
| 2007                | Oita Trinita        | J1                  | 20         | 1          | CG+CdL          | 2+3             | 1+0             | -                  | -                  | -                  | -           | -           | -           | 25     | 2      |
| 2008                | Oita Trinita        | J1                  | 28         | 3          | CG+CdL          | 0+7             | 0+1             | -                  | -                  | -                  | -           | -           | -           | 35     | 4      |
| 2009                | Oita Trinita        | J1                  | 23         | 1          | CG+CdL          | 0+2             | 0               | -                  | -                  | -                  | SBC         | 1           | 0           | 26     | 1      |
| Totale Oita Trinita | Totale Oita Trinita | Totale Oita Trinita | 73         | 5          |                 | 14              | 2               |                    | -                  | -                  |             | 1           | 0           | 88     | 7      |
| 2010                | FC Tokyo            | J1                  | 30         | 3          | CG+CdL          | 5+8             | 0+1             | -                  | -                  | -                  | SBC         | 1           | 0           | 44     | 4      |
| 2011                | FC Tokyo            | J2                  | 37         | 6          | CG              | 6               | 3               | -                  | -                  | -                  | -           | -           | -           | 43     | 9      |
| 2012                | FC Tokyo            | J1                  | 33         | 2          | CG+CdL          | 1+4             | 0               | ACL                | 7                  | 0                  | SG          | 1           | 0           | 46     | 2      |
| 2013                | FC Tokyo            | J1                  | 33         | 1          | CG+CdL          | 2+5             | 0               | -                  | -                  | -                  | -           | -           | -           | 40     | 1      |
| 2014                | FC Tokyo            | J1                  | 33         | 1          | CG+CdL          | 2+3             | 1+0             | -                  | -                  | -                  | -           | -           | -           | 38     | 2      |
| 2015                | FC Tokyo            | J1                  | 32         | 7          | CG+CdL          | 1+4             | 0               | -                  | -                  | -                  | -           | -           | -           | 37     | 7      |
| 2016                | FC Tokyo            | J1                  | 32         | 4          | CG+CdL          | 1+0             | 0               | ACL                | 8                  | 2                  | -           | -           | -           | 41     | 6      |
| 2017                | FC Tokyo            | J1                  | 17         | 1          | CG+CdL          | 0+4             | 0+1             | -                  | -                  | -                  | -           | -           | -           | 21     | 2      |
| 2018                | FC Tokyo            | J1                  | 30         | 2          | CG+CdL          | 3+0             | 0               | -                  | -                  | -                  | -           | -           | -           | 33     | 2      |
| 2019                | FC Tokyo            | J1                  | 34         | 2          | CG+CdL          | 0+4             | 0               | -                  | -                  | -                  | -           | -           | -           | 38     | 2      |
| 2020                | FC Tokyo            | J1                  | 28         | 1          | CdL             | 3               | 0               | ACL                | 7                  | 0                  | -           | -           | -           | 38     | 1      |
| 2021                | FC Tokyo            | J1                  | 35         | 4          | CG+CdL          | 0+6             | 0               | -                  | -                  | -                  | -           | -           | -           | 41     | 4      |
| 2022                | FC Tokyo            | J1                  | 28         | 2          | CG+CdL          | 2+3             | 0               | -                  | -                  | -                  | -           | -           | -           | 33     | 2      |
| 2023                | FC Tokyo            | J1                  | 29         | 0          | CG+CdL          | 0+5             | 0+1             | -                  | -                  | -                  | -           | -           | -           | 34     | 1      |
| 2024                | FC Tokyo            | J1                  | 23         | 0          | CG+CdL          | 2+3             | 1+1             | -                  | -                  | -                  | -           | -           | -           | 28     | 2      |
| Totale FC Tokyo     | Totale FC Tokyo     | Totale FC Tokyo     | 454        | 36         |                 | 77              | 9               |                    | 22                 | 2                  |             | 2           | 0           | 555    | 47     |
| Totale carriera     | Totale carriera     | Totale carriera     | 527        | 41         |                 | 91              | 11              |                    | 22                 | 2                  |             | 3           | 0           | 643    | 54     |

### Cronologia presenze e reti in nazionale
| Cronologia completa delle presenze e delle reti in nazionale ― Giappone | Cronologia completa delle presenze e delle reti in nazionale ― Giappone | Cronologia completa delle presenze e delle reti in nazionale ― Giappone | Cronologia completa delle presenze e delle reti in nazionale ― Giappone | Cronologia completa delle presenze e delle reti in nazionale ― Giappone | Cronologia completa delle presenze e delle reti in nazionale ― Giappone | Cronologia completa delle presenze e delle reti in nazionale ― Giappone | Cronologia completa delle presenze e delle reti in nazionale ― Giappone |
| Data                                                                    | Città                                                                   | In casa                                                                 | Risultato                                                               | Ospiti                                                                  | Competizione                                                            | Reti                                                                    | Note                                                                    |
| ----------------------------------------------------------------------- | ----------------------------------------------------------------------- | ----------------------------------------------------------------------- | ----------------------------------------------------------------------- | ----------------------------------------------------------------------- | ----------------------------------------------------------------------- | ----------------------------------------------------------------------- | ----------------------------------------------------------------------- |
| 21-7-2013                                                               | Seul                                                                    | Giappone                                                                | 3 – 3                                                                   | Cina                                                                    | Coppa dell'Asia orientale 2013                                          | -                                                                       |                                                                         |
| 28-7-2013                                                               | Seul                                                                    | Corea del Sud                                                           | 1 – 2                                                                   | Giappone                                                                | Coppa dell'Asia orientale 2013                                          | -                                                                       |                                                                         |
| 6-9-2013                                                                | Osaka                                                                   | Giappone                                                                | 3 – 0                                                                   | Guatemala                                                               | Amichevole                                                              | -                                                                       |                                                                         |
| 10-9-2013                                                               | Saitama                                                                 | Giappone                                                                | 3 – 1                                                                   | Ghana                                                                   | Amichevole                                                              | -                                                                       | 79’                                                                     |
| 15-10-2013                                                              | Žodzina                                                                 | Bielorussia                                                             | 1 – 0                                                                   | Giappone                                                                | Amichevole                                                              | -                                                                       | 81’                                                                     |
| 19-11-2013                                                              | Bruxelles                                                               | Belgio                                                                  | 2 – 3                                                                   | Giappone                                                                | Amichevole                                                              | -                                                                       |                                                                         |
| 25-3-2014                                                               | Tokyo                                                                   | Giappone                                                                | 4 – 2                                                                   | Nuova Zelanda                                                           | Amichevole                                                              | 1                                                                       |                                                                         |
| 27-5-2014                                                               | Saitama                                                                 | Giappone                                                                | 1 – 0                                                                   | Cipro                                                                   | Amichevole                                                              | -                                                                       |                                                                         |
| 3-6-2014                                                                | Tampa                                                                   | Costa Rica                                                              | 1 – 3                                                                   | Giappone                                                                | Amichevole                                                              | -                                                                       |                                                                         |
| 7-6-2014                                                                | Tampa                                                                   | Giappone                                                                | 4 – 3                                                                   | Zambia                                                                  | Amichevole                                                              | -                                                                       | 60’                                                                     |
| 14-6-2014                                                               | Recife                                                                  | Costa d'Avorio                                                          | 2 – 1                                                                   | Giappone                                                                | Mondiali 2014 - 1º turno                                                | -                                                                       | 64’                                                                     |
| 5-9-2014                                                                | Sapporo                                                                 | Giappone                                                                | 0 – 2                                                                   | Uruguay                                                                 | Amichevole                                                              | -                                                                       | 89’                                                                     |
| 9-9-2014                                                                | Yokohama                                                                | Giappone                                                                | 2 – 2                                                                   | Venezuela                                                               | Amichevole                                                              | -                                                                       | 29’                                                                     |
| 10-10-2014                                                              | Niigata                                                                 | Giappone                                                                | 1 – 0                                                                   | Giamaica                                                                | Amichevole                                                              | -                                                                       |                                                                         |
| 14-10-2014                                                              | Singapore                                                               | Giappone                                                                | 0 – 4                                                                   | Brasile                                                                 | Amichevole                                                              | -                                                                       |                                                                         |
| 14-11-2014                                                              | Toyota                                                                  | Giappone                                                                | 6 – 0                                                                   | Honduras                                                                | Amichevole                                                              | -                                                                       |                                                                         |
| 18-11-2014                                                              | Osaka                                                                   | Giappone                                                                | 2 – 1                                                                   | Australia                                                               | Amichevole                                                              | -                                                                       |                                                                         |
| 12-1-2015                                                               | Newcastle                                                               | Giappone                                                                | 4 – 0                                                                   | Palestina                                                               | Coppa d'Asia 2015 - 1º turno                                            | -                                                                       |                                                                         |
| 16-1-2015                                                               | Brisbane                                                                | Iraq                                                                    | 0 – 1                                                                   | Giappone                                                                | Coppa d'Asia 2015 - 1º turno                                            | -                                                                       |                                                                         |
| 20-1-2015                                                               | Melbourne                                                               | Giappone                                                                | 2 – 0                                                                   | Giordania                                                               | Coppa d'Asia 2015 - 1º turno                                            | -                                                                       |                                                                         |
| 23-1-2015                                                               | Sydney                                                                  | Giappone                                                                | 1 – 1 dts (4 – 5 dtr)                                                   | Emirati Arabi Uniti                                                     | Coppa d'Asia 2015 - Quarti di finale                                    | -                                                                       |                                                                         |
| 31-3-2015                                                               | Chōfu                                                                   | Giappone                                                                | 5 – 1                                                                   | Uzbekistan                                                              | Amichevole                                                              | -                                                                       |                                                                         |
| 2-8-2015                                                                | Wuhan                                                                   | Corea del Nord                                                          | 2 – 1                                                                   | Giappone                                                                | Coppa dell'Asia orientale 2015                                          | -                                                                       |                                                                         |
| 5-8-2015                                                                | Wuhan                                                                   | Giappone                                                                | 1 – 1                                                                   | Corea del Sud                                                           | Coppa dell'Asia orientale 2015                                          | -                                                                       | 90’                                                                     |
| 9-8-2015                                                                | Wuhan                                                                   | Cina                                                                    | 1 – 1                                                                   | Giappone                                                                | Coppa dell'Asia orientale 2015                                          | -                                                                       |                                                                         |
| 3-9-2015                                                                | Saitama                                                                 | Giappone                                                                | 3 – 0                                                                   | Cambogia                                                                | Qual. Mondiali 2018                                                     | -                                                                       |                                                                         |
| 8-9-2015                                                                | Teheran                                                                 | Afghanistan                                                             | 0 – 6                                                                   | Giappone                                                                | Qual. Mondiali 2018                                                     | 1                                                                       |                                                                         |
| 13-10-2015                                                              | Teheran                                                                 | Iran                                                                    | 1 – 1                                                                   | Giappone                                                                | Amichevole                                                              | -                                                                       |                                                                         |
| 12-11-2015                                                              | Singapore                                                               | Singapore                                                               | 0 – 3                                                                   | Giappone                                                                | Qual. Mondiali 2018                                                     | -                                                                       | 64’                                                                     |
| 24-03-2016                                                              | Saitama                                                                 | Giappone                                                                | 5 – 0                                                                   | Afghanistan                                                             | Qual. Mondiali 2018                                                     | -                                                                       |                                                                         |
| 29-03-2016                                                              | Saitama                                                                 | Giappone                                                                | 5 – 0                                                                   | Siria                                                                   | Qual. Mondiali 2018                                                     | -                                                                       |                                                                         |
| 3-6-2016                                                                | Toyota                                                                  | Giappone                                                                | 7 – 2                                                                   | Bulgaria                                                                | Amichevole                                                              | -                                                                       |                                                                         |
| 7-6-2016                                                                | Suita                                                                   | Giappone                                                                | 1 – 2                                                                   | Bosnia ed Erzegovina                                                    | Amichevole                                                              | -                                                                       |                                                                         |
| 1-9-2016                                                                | Saitama                                                                 | Giappone                                                                | 1 – 2                                                                   | Emirati Arabi Uniti                                                     | Qual. Mondiali 2018                                                     | -                                                                       |                                                                         |
| 6-9-2016                                                                | Bangkok                                                                 | Thailandia                                                              | 0 – 2                                                                   | Giappone                                                                | Qual. Mondiali 2018                                                     | -                                                                       | 28’                                                                     |
| 6-10-2016                                                               | Saitama                                                                 | Giappone                                                                | 2 – 1                                                                   | Iraq                                                                    | Qual. Mondiali 2018                                                     | -                                                                       |                                                                         |
| 11-10-2016                                                              | Melbourne                                                               | Australia                                                               | 1 – 1                                                                   | Giappone                                                                | Qual. Mondiali 2018                                                     | -                                                                       |                                                                         |
| 11-11-2016                                                              | Kashima                                                                 | Giappone                                                                | 4 – 0                                                                   | Oman                                                                    | Amichevole                                                              | -                                                                       | 78’                                                                     |
| 15-11-2016                                                              | Tokyo                                                                   | Giappone                                                                | 2 – 1                                                                   | Arabia Saudita                                                          | Qual. Mondiali 2018                                                     | -                                                                       |                                                                         |
| 23-3-2017                                                               | Al Ain                                                                  | Emirati Arabi Uniti                                                     | 0 – 2                                                                   | Giappone                                                                | Qual. Mondiali 2018                                                     | -                                                                       |                                                                         |
| 28-3-2017                                                               | Saitama                                                                 | Giappone                                                                | 4 – 0                                                                   | Thailandia                                                              | Qual. Mondiali 2018                                                     | -                                                                       |                                                                         |
| Totale                                                                  |                                                                         | Presenze                                                                | 41                                                                      |                                                                         | Reti                                                                    | 2                                                                       |                                                                         |

| Cronologia completa delle presenze e delle reti in nazionale ― Giappone Olimpica | Cronologia completa delle presenze e delle reti in nazionale ― Giappone Olimpica | Cronologia completa delle presenze e delle reti in nazionale ― Giappone Olimpica | Cronologia completa delle presenze e delle reti in nazionale ― Giappone Olimpica | Cronologia completa delle presenze e delle reti in nazionale ― Giappone Olimpica | Cronologia completa delle presenze e delle reti in nazionale ― Giappone Olimpica | Cronologia completa delle presenze e delle reti in nazionale ― Giappone Olimpica | Cronologia completa delle presenze e delle reti in nazionale ― Giappone Olimpica |
| Data                                                                             | Città                                                                            | In casa                                                                          | Risultato                                                                        | Ospiti                                                                           | Competizione                                                                     | Reti                                                                             | Note                                                                             |
| -------------------------------------------------------------------------------- | -------------------------------------------------------------------------------- | -------------------------------------------------------------------------------- | -------------------------------------------------------------------------------- | -------------------------------------------------------------------------------- | -------------------------------------------------------------------------------- | -------------------------------------------------------------------------------- | -------------------------------------------------------------------------------- |
| 7-8-2008                                                                         | Tientsin                                                                         | Giappone                                                                         | 0 – 1                                                                            | Stati Uniti                                                                      | Olimpiadi 2008 - 1º turno                                                        | -                                                                                |                                                                                  |
| 10-8-2008                                                                        | Tientsin                                                                         | Nigeria                                                                          | 2 – 1                                                                            | Giappone                                                                         | Olimpiadi 2008 - 1º turno                                                        | -                                                                                |                                                                                  |
| 13-8-2008                                                                        | Shenyang                                                                         | Paesi Bassi                                                                      | 1 – 0                                                                            | Giappone                                                                         | Olimpiadi 2008 - 1º turno                                                        | -                                                                                |                                                                                  |
| Totale                                                                           |                                                                                  | Presenze                                                                         | 3                                                                                |                                                                                  | Reti                                                                             | 0                                                                                |                                                                                  |

## Palmarès

### Club

#### Competizioni nazionali
- Coppa J. League: 2

Oita Trinita: 2008
FC Tokyo: 2020
- J2 League: 1

FC Tokyo: 2011
- Coppa dell'Imperatore: 1

FC Tokyo: 2011

#### Competizioni internazionali
- Coppa Suruga Bank: 1

FC Tokyo: 2010

### Nazionale
- Coppa dell'Asia orientale: 1

2013

### Individuale
- Squadra del campionato giapponese: 5

2013, 2014, 2015, 2016, 2019